# Grace Mera Molisa
Grace Mera Molisa (Ambae, 17 de febrero de 1946- Port-Vila, 4 de enero de 2002) fue una activista política por los derechos de la mujer y poetisa de Vanuatu.
Fue la primera mujer de su país en conseguir un título universitario en la Universidad del Pacífico sur en 1977, era anglicana y hablaba cinco idiomas.
Lideró la independencia de Vanuatu en 1979 y como miembro del Vanua'aku Pati, Molisa fue secretaria del ministerio de asuntos sociales.
Creó el Festival Artístico Nacional de Vanuatu y estuvo en el comité para la elección de bandera, himno, escudo de armas y lema nacional, "Long God Yumi Stanap". Fue una de las dos únicas mujeres miembros del Comité Nacional Constitucional y fue signataria de la Constitución de Vanuatu en 1979, junto con su esposo y colega político Sela Molisa.
Fue portavoz del primer ministro Walter Lini de 1987 a 1991.

## Obra
- Blackstone, 1983
- Colonised People: Poems, 1987
- Pasifik paradaes, en bislama, 1995
- Remembrance of Pacific Pasts: An Invitation to Remake History, 2000